# 汉娜·弗伦奇
汉娜·弗伦奇（英語：Hannah French，1994年12月30日—），旧姓马丁（Martin），英格兰女子曲棍球运动员。她曾代表英国国家队参加2020年夏季奥林匹克运动会曲棍球比赛，获得一枚铜牌。她也曾参加2018年和2022年英联邦运动会。